# Лёгкие крейсера типа «Нагара»
Лёгкие крейсера типа «Нагара» (яп. 長良型軽巡洋艦 Нагарагата кэйдзюнъёкан) — тип боевых кораблей японского императорского флота. Официально классифицировались как крейсера 2-го класса, позже как лёгкие крейсера, фактически используясь как лидеры эскадр эсминцев.
Модификация типа «Кума» с 610-мм торпедными аппаратами. В 1920−1925 годах на верфях Сасэбо, Нагасаки, Ураги и Кобэ было построено шесть кораблей. Активно участвовали во Второй мировой войне, в ходе которой были потеряны в полном составе.

## Представители
| Название             | Место постройки            | Заложен         | Спущен на воду  | Введён в эксплуатацию | Судьба                                                                                                   |
| -------------------- | -------------------------- | --------------- | --------------- | --------------------- | --- |
| Нагара (яп. 長良)    | Морской арсенал, Сасэбо    | 9 сентября 1920 | 25 апреля 1921  | 21 апреля 1922        | Торпедирован американской подводной лодкой «Крокер» на переходе из Кагосимы в Сасэбо 7 августа 1944 года |
| Исудзу (яп. 五十鈴)  | Верфь «Урага», Урага       | 10 августа 1920 | 29 октября 1921 | 15 августа 1923       | Потоплен американскими подводными лодками у Сумбавы 7 апреля 1945 года                                   |
| Натори (яп. 名取)    | Верфь «Мицубиси», Нагасаки | 14 декабря 1920 | 16 февраля 1922 | 15 сентября 1922      | Торпедирован американской подводной лодкой «Хардхэд» 19 августа 1944 года                                |
| Юра (яп. 由良)       | Морской арсенал, Сасэбо    | 21 мая 1921     | 15 февраля 1922 | 20 марта 1923         | Потоплен американской авиацией у Соломоновых островов 25 октября 1942 года                               |
| Абукума (яп. 阿武隈) | Верфь «Урага», Урага       | 8 декабря 1921  | 16 марта 1923   | 26 мая 1925           | Потоплен в сражении в проливе Суригао 26 октября 1944 года                                               |
| Кину (яп. 鬼怒)      | Верфь «Кавасаки», Кобэ     | 17 января 1921  | 29 мая 1922     | 10 ноября 1922        | Потоплен американской палубной авиацией в море Висаян 26 октября 1944 года                               |